# Różany (województwo łódzkie)
Różany – wieś w Polsce położona w województwie łódzkim, w powiecie zgierskim, w gminie Głowno.
W latach 1975–1998 miejscowość administracyjnie należała do ówczesnego województwa łódzkiego.